# 全日本アンサンブルコンテスト
全日本アンサンブルコンテスト（ぜんにほんアンサンブルコンテスト、All Japan Ensemble Contest）は、一般社団法人 全日本吹奏楽連盟と朝日新聞社が主催し、毎年3月に開催されるアマチュア奏者を対象とした重奏（アンサンブル）の音楽コンテストである。1978年に全日本吹奏楽連盟発足40周年記念事業として創設、第1回の全国大会を開催した。吹奏楽関係者は、予選となる地区・都道府県・支部大会も含めて当該コンテストを「アンコン」と略称することが多い。

## 概要

### 規定
（出典：）
全日本アンサンブルコンテストは大きく中学生、高等学校、大学、職場・一般の4部門に分かれる。
高校、大学、職場の各部門については、参加者のすべてが同一の学校・企業・官庁の公認団体の団員であることが求められる。一方で、2024年度より、中学校の部が中学生の部となり、地域バンド・合同バンドの参加が可能となった。また、中学、高校の各部門では同一経営の小学校の児童、中学校の生徒（中高一貫校や付属校など）の参加も認められている。なお、職業演奏家の参加はできない。地区によっては、同一の加盟団体から複数グループの出場も認められている。同一の奏者が複数のグループから出場することは禁止されている。参加を希望する団体は、まず該当地域の吹奏楽連盟に登録を行った上で、演奏曲目（アンサンブル形式であれば選曲に際して制限はない）を決定し参加申込をする。
2009年度より、「職場の部」と「一般の部」の各々の部門が「職場・一般の部」として一つの部門に統一された。当初2008年度からの統一が予定されていたが、更なる検討が必要として、先延ばしされていた。連盟への加盟登録については従来通り「職場」「一般」とそれぞれ分かれた形を維持している。

#### 主な規定
- 演奏時間は5分以内
5分を超過した場合は、審査対象とならず失格となる。
- 一編成あたりの人数は3 - 8人
- 独立した指揮者を立ててはならない

など
参加者として吹奏楽団の構成員を想定したコンテストであり、木管楽器・金管楽器・打楽器・コントラバスのみ参加が認められている。ただしコントラバスのみの編成は認められていない。
- 3年間連続して全日本アンサンブルコンテストの本選（便宜上以下「全国大会」と記す）に出場した団体は、その翌年は県大会や支部大会といった下位の大会も含め、アンサンブルコンテストに参加することができなかった。この制度は、通称「三出制度（もしくは、三出休み）」と呼ばれていた。この栄誉を勝ち取った団体は、全日本吹奏楽連盟より「国民文化祭・吹奏楽の祭典」への出場が推薦されたが今はその制度はなく参加することができる。

### 審査
（出典：）
- 部門ごとに、A・B・Cの3段階で評価する。
- 審査員は、各部門及び前半の部・後半の部ごとに、審査説明会で示されたA・B・Cの数を厳守し、審査を行う。A・B・Cの数については、その年度ごとに理事会で定める。
- 審査員の評価（A・B・C）を、A=3、B=2、C=1に置き換え、数値の合計得点の満点に対する割合を算出。算出した割合が80%以上の場合は金賞、60％以上80%未満の場合は銀賞、60％未満の場合は銅賞とする。各賞の数の制限はない。
- 基準となるABCの個数には傾斜をかける[3]。

### 予選
参加団体はまず、例年12月または1月に行われる都道府県大会に参加する（都道府県大会の前に、細かい地区に分けた地区大会が行われる場合も多い。これは各支部毎で異なる。「コンテスト予選構成」を参照のこと）。審査の上、都道府県代表が決められ、上位大会である支部大会（北海道支部・東北支部・東関東支部・西関東支部・東京都支部・東海支部・北陸支部・関西支部・中国支部・四国支部・九州支部）に出場、審査の上、支部代表権を獲得すると全国大会へ出場することができる。審査は上述の方法で行われるが、各支部、都道府県の裁量で審査方法、審査員の人数は決められる。
支部や都道府県単位で小学生部門を行う場合も多いものの、全国大会への道は開かれていない。

#### コンテスト予選構成
2023年度アンサンブルコンテスト日程予定表より
| 支 部  | 都道府県 | 地 区 |
| ------ | -------- | --- |
| 北海道 | 北海道   | 札幌、函館、空知、旭川、名寄、留萌、稚内、北見、日胆、帯広、釧路 （北海道は全道大会が支部大会となる） |
| 東 北  | 青森県   | 青森、弘前、八戸（統合前の旧称は八戸、三戸）、上北、下北、西北（旧称は西北五）、南（旧称は南黒） |
| 東 北  | 岩手県   | 久慈、県北、盛岡、花巻、北上、遠野、奥州、一関、宮古、釜石気仙 |
| 東 北  | 宮城県   | 仙台青葉、仙台泉、仙台宮城野・若林、仙台太白、名取、多賀城、仙南、大崎、石巻、栗原、登米、本吉 |
| 東 北  | 秋田県   | 鹿角、大館（以上小のみ）、北鹿（中のみ）、能代（小中のみ）、県北高校一般、能代山本、中央、県南 |
| 東 北  | 山形県   | 村山、最北、置賜、田川、飽海 |
| 東 北  | 福島県   | 県北、県南、会津、いわき、相双 |
| 東関東 | 茨城県   | 県北、中央、県東、県西、県南（小・大・職場一般は地区大会なし） |
| 東関東 | 栃木県   | 県南、県央、県北（小・大・職場一般は地区大会なし） |
| 東関東 | 千葉県   | 東葛飾、西部（市川）、西部（船橋）、千葉市、印旛、東部、山長夷、安房上総 |
| 東関東 | 神奈川県 | 横浜、川崎、県南、湘南、県央、県北、西湘（小・大・職場一般は地区大会なし） |
| 西関東 | 群馬県   | 東部、中部、西部（大は地区大会なし） |
| 西関東 | 埼玉県   | 東部、西部、南部、北部、中央（以上中のみ）、高校予選 |
| 西関東 | 新潟県   | 地区大会なし（※） |
| 西関東 | 山梨県   | 地区大会なし |
| 東 京  | 東京都   | 地区大会なし （東京都は都大会が支部大会となる） |
| 北 陸  | 富山県   | 新川、富山、高岡、砺波 |
| 北 陸  | 石川県   | 奥能登、口能登、金沢、加賀 |
| 北 陸  | 福井県   | 福井、坂井、奥越、丹南、嶺南 |
| 東 海  | 長野県   | 北信A予選、北信B北部予選、北信B南部予選、東信A予選、東信B予選、中信：塩筑・木曽予選、中信：安曇予選、中信：松本予選、南信A諏訪予選、南信A伊那予選、南信B予選／北信ブロック、東信ブロック、中信ブロック、南信ブロック（以上中のみ）、北信、東信、中信、南信（以上高のみ） |
| 東 海  | 岐阜県   | 岐阜、西濃、美濃可茂、可児、東濃、飛騨（以上中高のみ） |
| 東 海  | 静岡県   | 地区大会なし |
| 東 海  | 愛知県   | 名古屋、知多、東尾張、西尾張、東三河、西三河北、西三河南（以上中高のみ） |
| 東 海  | 三重県   | 中、南、北（以上中のみ）高等学校 |
| 関 西  | 滋賀県   | 北部、中部、南部（以上中のみ） |
| 関 西  | 京都府   | 地区大会なし |
| 関 西  | 大阪府   | 地区大会なし |
| 関 西  | 兵庫県   | 東阪神、西阪神、神戸、東播、西播、但馬、淡路（以上中高のみ） |
| 関 西  | 奈良県   | 地区大会なし |
| 関 西  | 和歌山県 | 地区大会なし |
| 中 国  | 鳥取県   | 地区大会なし |
| 中 国  | 島根県   | 地区大会なし |
| 中 国  | 岡山県   | 地区大会なし |
| 中 国  | 広島県   | 地区大会なし |
| 中 国  | 山口県   | 地区大会なし |
| 四 国  | 徳島県   | 地区大会なし |
| 四 国  | 香川県   | 高松（小のみ）、東讃、北高松、南高松、中讃、西讃（以上中のみ）、東讃・高松、中讃・西讃（以上高のみ）、大学・職場一般 |
| 四 国  | 愛媛県   | 東予、中予、南予（以上中高のみ、ただし東予中学はさらに東西に分かれる） |
| 四 国  | 高知県   | 東部、中部、西部（以上中・大・職場一般のみ、ただし中部中学はさらに東西に分かれる）高等学校 |
| 九 州  | 福岡県   | 北九州、筑豊、福岡 |
| 九 州  | 佐賀県   | 地区大会なし |
| 九 州  | 長崎県   | 地区大会なし |
| 九 州  | 熊本県   | 地区大会なし |
| 九 州  | 大分県   | 地区大会なし |
| 九 州  | 宮崎県   | 地区大会なし |
| 九 州  | 鹿児島県 | 地区大会なし |
| 九 州  | 沖縄県   | 地区大会なし |

- 配列は全国地方公共団体コードに基づいている。
- 注（※）
  - 新潟県では中学校、高校の部において県大会の後さらに代表選考会を行い、支部大会に進出する団体を決定する。

## 会場
全日本アンサンブルコンテストは、各支部の持ち回りで開催される。大都市部を中心に、ある程度決まったホールで開催される全日本吹奏楽コンクールとは異なり、様々な地方の様々なホールで大会が開催されている。

## 全国大会出場団体数
| 全国 合計 | 中学校 | 高等学校 | 大 学 | 職場・一般 | 合 計 |
| 全国 合計 | 22     | 22       | 11    | 22         | 77    |

### 支部代表数
第48回全日本アンサンブルコンテスト
|        | 中学生 | 高等学校 | 大学 | 職場・一般 |
| ------ | ------ | -------- | ---- | ---------- |
| 各支部 | 2      | 2        | 1    | 2          |

## 全日本吹奏楽連盟での協議
- 2023年度理事会（6月）では、今後参加数等のアンケートを取り、開催方法について検証していくことが報告された[7]。2023年度理事会（9月）においても、地域移行および少子化に伴うアンサンブルコンテストの参加実態を調査し、今後について検討していくことが報告されている[8]。
- 2024年度定時総会では、打楽器グループの増加によって進行が押してしまう問題に関して、支部・会員連盟とも連携し適切な大会運営に努めるとした[9]。

## 関連の大会

### 全日本吹奏楽連盟の主催による大会
- 全日本吹奏楽コンクール
- 全日本マーチングコンテスト
- 全日本小学生バンドフェスティバル

など